# Gutshaus Zellendorf

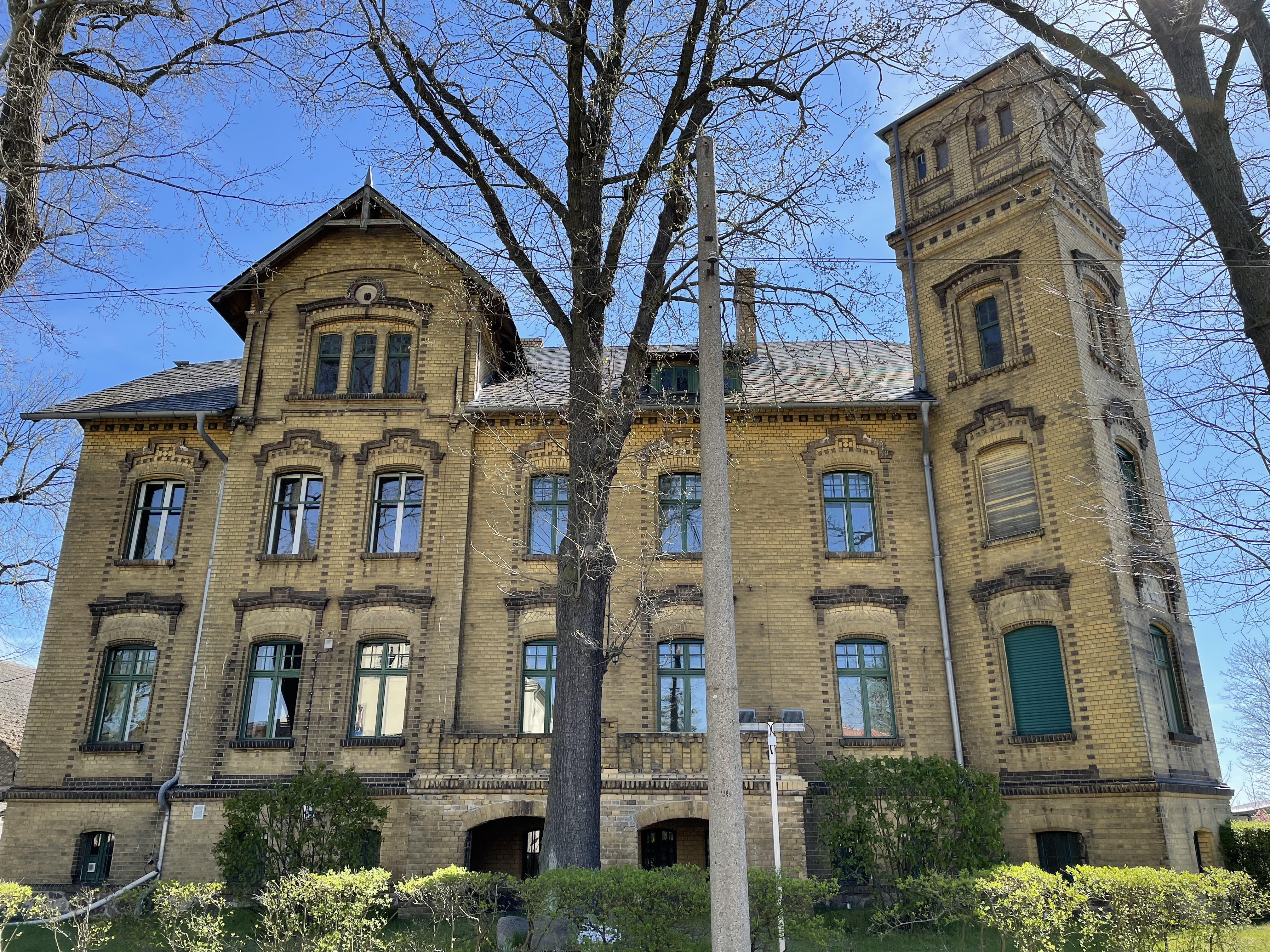
Gutshaus Zellendorf

Das Gutshaus Zellendorf (offizielle Bezeichnung in der Landesdenkmalliste Gutshaus mit Stallgebäude und Taubenturm) ist ein denkmalgeschütztes Herrenhaus in Zellendorf, einem Ortsteil der Gemeinde Niedergörsdorf im Landkreis Teltow-Fläming im Land Brandenburg.

## Lage
Die Landstraße 715 führt von Norden kommend in südlicher Richtung durch den Ort. Im historischen Zentrum spannt die Straße Zellendorf den Dorfanger auf. Das Gut steht östlich dieses Dorfangers.

## Geschichte

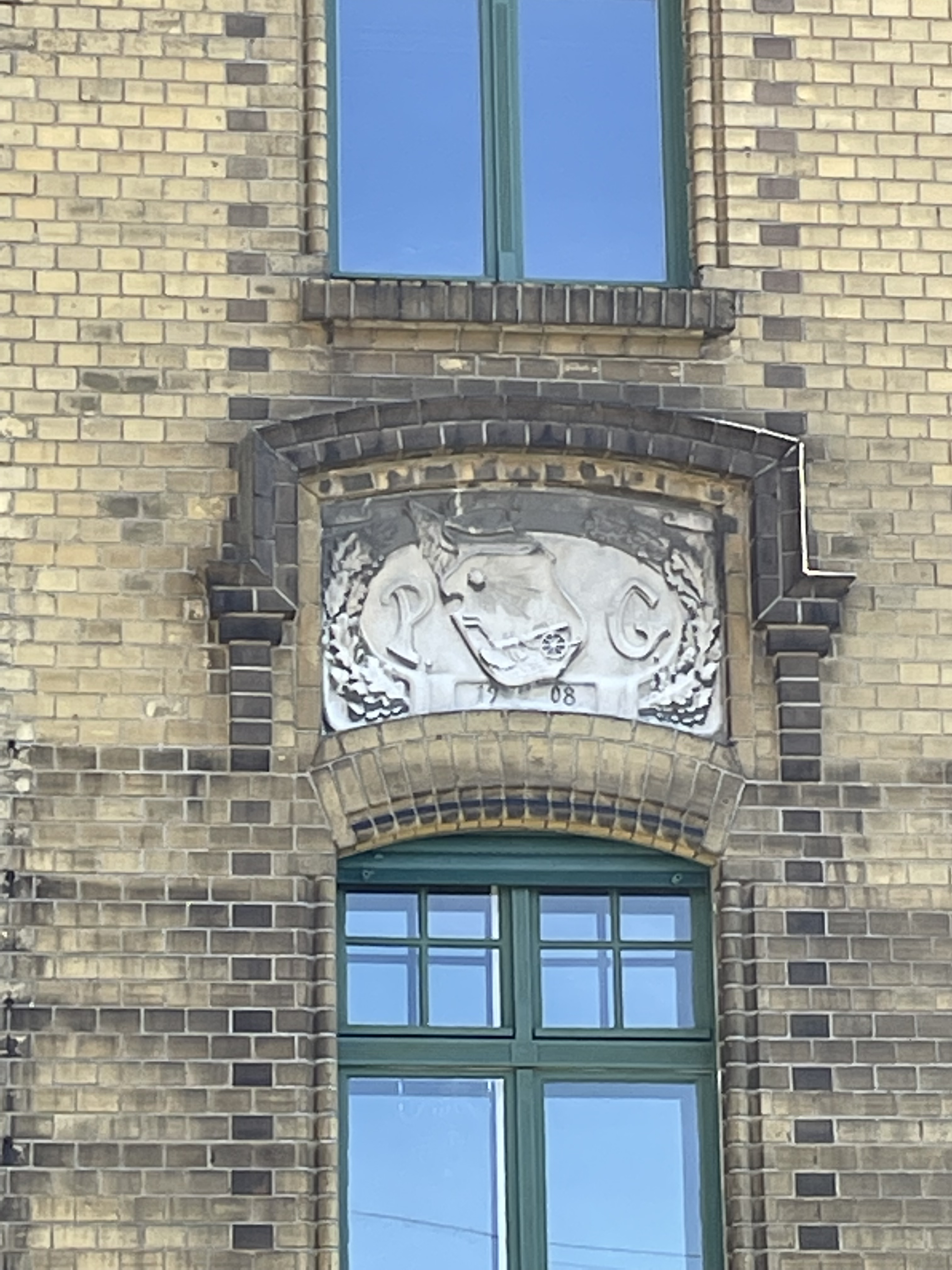
Relieffkartusche über dem Eingang

Das Gutshaus wurde im Jahr 1908 an Stelle eines Vorgängerbaus auf Initiative des Gutsherren Paul Günter errichtet und gleichen Jahr um einen Taubenturm sowie im Jahr 1923 um Wirtschaftsgebäude erweitert. Zum Ende des Zweiten Weltkrieges nahm sich die Gutsfamilie bei Einmarsch der Roten Armee das Leben. Die Flächen wurden enteignet und im Zuge der Bodenreform neu verteilt. Das Gutshaus diente zunächst als Schule, später als Verwaltungssitz der Gemeinde sowie als Bibliothek. Zur Zeit der DDR waren außerdem ein Frisör und ein Arzt ansässig. Nach der Wende stand das Gebäude über einige Jahre leer. Einige Kellerräume wurden als Jugendclub genutzt. Seit 2005 ist das Haus in Privatbesitz und wird seit dieser Zeit schrittweise saniert.

## Baubeschreibung
Das Bauwerk ist ein zweigeschossiger Bau aus gelblichen Mauersteinen, der auf einem Sockel aus Feldsteinen errichtet wurde. An der Südwest-Seite befindet sich ein viergeschossiger Eckturm, der die Straßen- von der Eingangsseite optisch trennt. Dort befanden sich zu einer früheren Zeit ein Glockenspiel sowie eine Uhr. Der Eingang liegt in südlicher Richtung und kann durch eine kleine Loggia betreten werden, zu der eine Freitreppe führt. Über der Eingangstür ist eine Relieffkartusche mit den Initialen des Bauherren. Die Straßenseite ist asymmetrisch gestaltet. Im nördlichen Bereich ist ein übergiebelter, dreigeschossiger Risalit, während im südlichen Bereich ein Söller verbaut wurde. Die Fenster sind gedrückt-segmentbogenförmig und wurden, wie auch die Gesimse in jedem Geschoss mit unterschiedlich gestalteten, farblich hervorgehobenen Ziegeln und dunklen Formsteinen geschmückt. Die Hof- und Nordseite sind hingegen eher schlicht gestaltet; ein Gartensaal oder ein Gutspark fehlen. Das Bauwerk trägt ein schiefergedecktes Krüppelwalmdach.
Der Taubenturm ist zweigeschossig und wurde im Erdgeschoss als Waagehäuschen mit Toilette genutzt. Oberhalb ist ein Pultdach aus Wellasbestplatten. Hiltrud und Carsten Preuß vermuten, dass es sich dabei um eine Notsicherung handelt, die ein ursprünglich vorhandenes Zeltdach ersetzt. Er steht auf einem naturgepflasterten Hof, der von einer Linde und einer Kastanie geschmückt wird. Zu den noch erhaltenen Wirtschaftsgebäuden zählen ein zweigeschossiger Stall mit mittlerer Ladeluke sowie eine Scheune aus Stampflehmbau.
Das Brandenburgische Landesamt für Denkmalpflege und Archäologische Landesmuseum (BLDAM) würdigt das Bauwerk als einen „repräsentativen Bau“ mit eher „städtisch anmutenden Formen des späten Historismus“. Es hebt seine „malerische Formenvielfalt“ hervor und sei im „hohen Maße prägend für den Dorfkern, zumal die Dorfkirche abseits in einer Seitenstraße steht“. Aber auch die erhaltenen Wirtschaftsgebäude seien erwähnenswert, seien sie doch „Zeugnisse des im ländlichen Bauwesen weit verbreiteten, aber nur noch selten erhaltenen Stampflehmbaus“.